# Mahdi al-Harati

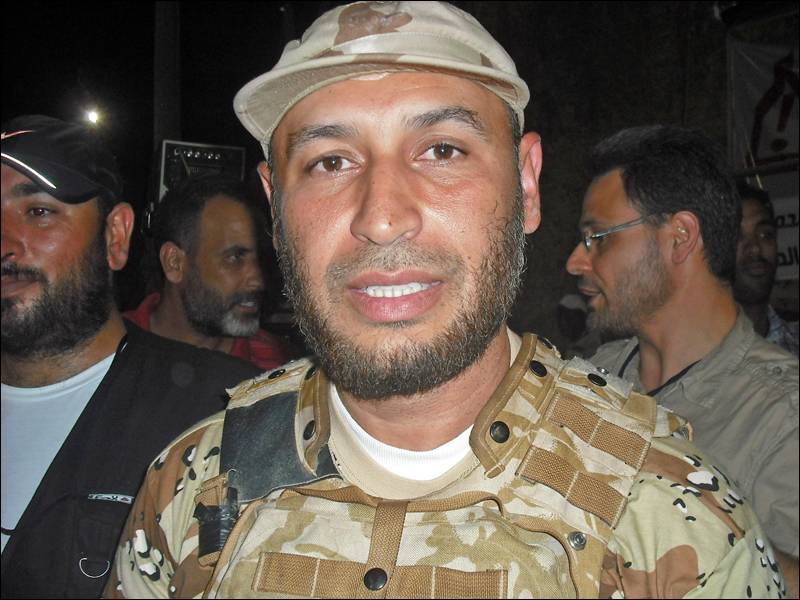
Mahdi al-Harati (2011)

Mahdi al-Harati (arabisch مهدي الحاراتي, DMG Mahdī al-Ḥ̣ārātī; geboren 1972 oder 1973) ist ein islamistischer Kämpfer irischer Staatsangehörigkeit. Er kämpfte auf Seiten der Rebellen im Libyschen und im Syrischen Bürgerkrieg, wo er die Gruppe Liwaa al-Umma kommandiert.
Mahdi al-Harati stammt aus Tripolis. Bereits als Jugendlicher wurde er unter Muammar al-Gaddafi verfolgt, weil Verwandte von ihm Regimegegner waren. Mit 14 Jahren wurde er gefoltert. 1993 ging er nach Irland. Er lebte in Dublin, wo er Arabisch unterrichtete, und ist mit einer Irin verheiratet, mit der er vier Kinder hat. Er engagierte sich für die Sache der Palästinenser und nahm 2010 an der „Gaza-Flotte“ teil, die unter Umgehung der israelischen Blockade Hilfsgüter in den Gazastreifen bringen sollte. Dabei wurde er von israelischen Soldaten angeschossen.
Im Februar 2011 ging al-Harati nach Libyen zurück, wo er auf Seiten der Rebellen im Bürgerkrieg kämpfte. Er kommandierte die Tripoli-Brigade, die von französischen, US-amerikanischen und katarischen Spezialkräften ausgebildet wurde und der vorwiegend Auslandslibyer angehörten, insbesondere aus Großbritannien und Irland. Er wurde unter Abd al-Hakim Balhadsch Vizekommandeur des Militärrats von Tripolis. Nach dem Ende des Bürgerkriegs in Libyen gründete er in Syrien die Liwaa al-Umma. Der Gruppe gehören zahlreiche nicht-syrische Kämpfer an, sie soll nach Aussage von al-Harati aber vorwiegend syrische Bürger in der Kriegsführung gegen die Regierung ausbilden.
Im Oktober 2012 verließ al-Harati Syrien. Er musste sich in Libyen einer Operation an der Wirbelsäule unterziehen.